# Carlos Eugénio Correia da Silva
Carlos Eugénio Correia da Silva, primeiro visconde e conde de Paço d'Arcos CvTE • GCA • ComC (17 de dezembro de 1834 — 5 de novembro de 1905) foi um administrador colonial, militar de carreira da Armada portuguesa, e político ligado ao Partido Regenerador de Portugal.

## Biografia
Carlos Eugénio nasceu na freguesia da Encarnação, em Lisboa, a 17 de dezembro de 1834, filho de João José da Assunção e Silva e de D. Jesuína Amália Correia da Silva. Era irmão de Pedro Augusto Correia da Silva.
Foi Governador de Macau (1876-1879), do Estado Português da Índia (1882-1886) e de Moçambique (1881-1882).
Foi também Vice-almirante, Marechal da Armada, Par do Reino, Conselheiro de Sua Majestade Fidelíssima e ajudante-de-campo de El-Rei D. Carlos I.
Condecorado como Cavaleiro da Ordem Militar da Torre e Espada, do Valor, Lealdade e Mérito, Comendador da Ordem Militar de Cristo e Grã-Cruz da Ordem Militar de Avis, entre outras distinções estrangeiras.
Foi ainda governador civil do Distrito de Lisboa, de 16 de janeiro a 29 de setembro de 1890, durante o período do ultimato britânico e primeiro embaixador de Portugal no Brasil após a queda da monarquia brasileira.
Em 6 de setembro de 1876 casou-se, na Igreja Paroquial da Ajuda, com D. Emília Angélica de Castro Monteiro, neta dos condes de Castro, de quem teve:
- Jesuína Amália Correia da Silva (1877-1950);
- Henrique Monteiro Correia da Silva (1878-1936), Capitão-de-Mar-e-Guerra da Armada, Ministro do Ultramar e, como seu pai, governador de Macau[2]; nunca se encartou no título; casou com D. Maria do Carmo de Sousa Belford;
- Isabel de Castro Correia da Silva (1880-1960).

Encontra-se colaboração da sua autoria no jornal O Panorama (1837-1868).
Faleceu aos 70 anos de uma congestão pulmonar, na Rua de São Ciro, número 65, 1º andar, da Lapa, sendo sepultado no Cemitério dos Prazeres.